# 0X1=Lovesong (I Know I Love You)
«0X1=Lovesong (I Know I Love You)» es una canción del grupo masculino surcoreano Tomorrow X Together con la participación de la solista Seori, lanzado el 31 de mayo de 2021 como sencillo de su segundo álbum de estudio, The Chaos Chapter: Freeze por Big Hit Music. Una versión en japonés de la canción, se lanzó como parte del primer EP japonés del grupo, Chaotic Wonderland.

## Antecedentes y lanzamiento
Siete meses después del lanzamiento de su álbum Minisode 1: Blue Hour, se dio a conocer la noticia de que el grupo lanzaría un nuevo álbum a fines de mayo. El título del álbum, The Chaos Chapter: Freeze, fue oficialmente confirmado el 30 de abril. «0X1=Lovesong (I Know I Love You)» fue programado para ser lanzado el 31 de mayo, coincidiendo con el álbum. El 29 de mayo, se lanzó un avance del video musical; el clip inicia en una casa desierta, mostrando a Yeonjun bailando al ritmo de la música bajo una iluminación tenue. Luego, el volumen de la música disminuye y aparecen peces en un acuario, para luego desaparecer y dar lugar a una nueva escena en la que Yeonjun y Beomgyu aparecen sumergidos bajo el agua. La participación de la solista Seori en la canción representó la primera colaboración de TXT con otro artista desde su debut. Seori comentó que conoció al grupo el mismo día de la grabación y que «su apoyo hizo que [el proceso de grabación] fuera muy sencillo».

## Composición
«0X1=Lovesong (I Know I Love You)» fue escrita por No Love For The Middle Child y RM, y producida por Slow Rabbit, Bang Si-hyuk y Mod Sun. El sencillo es una canción contemporánea que mezcla pop y rock, y trata sobre un chico que, a pesar del caos en el que se conocieron, está seguro de que su amor por una chica es sólido y firme. En términos de notación musical, la canción está compuesta en tono de Do mayor, con un tempo de 105 pulsaciones por minuto y una duración de tres minutos con veintidós segundos.

## Recepción crítica
| Publicación | Lista                                       | Posición | Ref.   |
| ----------- | ------------------------------------------- | -------- | ------ |
| Billboard   | 25 Best K-Pop Songs of 2021: Critics' Picks | 1        | [ 9 ]  |
| Insider     | The best K-pop songs of 2021                | 1        | [ 10 ] |
| NME         | The 25 best K-pop songs of 2021             | 8        | [ 11 ] |
| SCMP        | The 20 best K-pop songs of 2021             | 3        | [ 12 ] |
| Teen Vogue  | The 54 Best K-Pop Songs of 2021             | Incluida | [ 13 ] |

## Posicionamiento en listas
| Lista (2021)                                    | Mejor posición. |
| ----------------------------------------------- | --------------- |
| Corea del Sur (Gaon Digital Chart)              | 42              |
| Corea del Sur (K-pop Hot 100)                   | 37              |
| Estados Unidos (World Digital Song Sales)       | 2               |
| Estados Unidos (Billboard 200)                  | 167             |
| Japón (Japan Hot 100)                           | 37              |
| Nueva Zelanda (NZ Hot 40 Singles)               | 24              |
| Singapur (Top 30 International Streaming Chart) | 19              |

## Premios y nominaciones
| Premio              | Año  | Categoría               | Trabajo nominado                   | Resultado | Ref(s). |
| ------------------- | ---- | ----------------------- | ---------------------------------- | --------- | ------- |
| Melon Music Awards  | 2021 | Music Video of the Year | «0X1=Lovesong (I Know I Love You)» | Ganador   | [ 21 ]  |
| Korean Music Awards | 2022 | Best K-pop Song         | «0X1=Lovesong (I Know I Love You)» | Nominado  | [ 22 ]  |